# Skäcktjärnen
Skäcktjärnen är en sjö i Nordanstigs kommun i Hälsingland och ingår i Gnarpsåns huvudavrinningsområde. Sjön har en area på 0,184 kvadratkilometer och ligger 238 meter över havet. Sjön avvattnas av vattendraget Grängsjöån.

## Delavrinningsområde
Skäcktjärnen ingår i det delavrinningsområde (688747-155672) som SMHI kallar för Inloppet i Kråkbäckssjön. Medelhöjden är 226 meter över havet och ytan är 17,88 kvadratkilometer. Det finns inga avrinningsområden uppströms utan avrinningsområdet är högsta punkten. Grängsjöån som avvattnar avrinningsområdet har biflödesordning 2, vilket innebär att vattnet flödar genom totalt 2 vattendrag innan det når havet efter 30 kilometer. Avrinningsområdet består mestadels av skog (90 procent). Avrinningsområdet har 0,18 kvadratkilometer vattenytor vilket ger det en sjöprocent på 1 procent.